# Segunda Guerra Fria

Mapa das três maiores potências da hipotética Segunda Guerra Fria: Estados Unidos, Rússia e China.

Segunda Guerra Fria ou Nova Guerra Fria são termos que se referem ao aumento das tensões políticas, sociais, ideológicas, informativas e militares no século XXI entre os Estados Unidos e a China. Tais termos também são usados para descrever tais tensões nas relações entre os Estados Unidos e a Rússia, o principal Estado sucessor da antiga União Soviética, que foi uma das principais potências da Guerra Fria até a sua dissolução em 1991. Alguns analistas usam o termo "guerra fria" como uma comparação com o período original da Guerra Fria, enquanto outros duvidam que qualquer atual tensão levaria a outra "guerra fria" e desencorajam o uso do termo.

## Usos anteriores
Fontes anteriores, como os acadêmicos Fred Halliday, Alan M. Wald e David S. Painter, usaram os termos intercambiáveis para se referir às fases 1979 –1985 e/ou 1985–1991 da Guerra Fria. Algumas outras fontes usaram termos semelhantes para se referir à Guerra Fria de meados da década de 1970. O colunista William Safire argumentou em um editorial do New York Times de 1975 que a política de distensão do governo Nixon com a União Soviética havia falhado e que a "Segunda Guerra Fria" estava em andamento. O acadêmico Gordon H. Chang em 2007 usou o termo "Guerra Fria II" para se referir ao período após a reunião de 1972 na China entre o então presidente dos Estados Unidos, Richard Nixon, e o presidente do Partido Comunista da China, Mao Zedong.
Em 1998, George Kennan descreveu a votação do Senado dos EUA para expandir a OTAN para incluir a Polônia, a Hungria e a República Tcheca como "o início de uma nova guerra fria" e previu que "os russos reagiriam gradualmente de forma bastante adversa, o que afetará seus políticas".
O jornalista Edward Lucas escreveu seu livro A Nova Guerra Fria: Como o Kremlin Ameaça a Rússia e o Ocidente, de 2008, alegando que uma nova guerra fria entre a Rússia e o Ocidente já havia começado.

## "Nova Guerra Fria"
Em junho de 2019, os professores Steven Lamy e Robert D. English da Universidade do Sul da Califórnia (USC) concordaram que a “nova Guerra Fria” distrairia os partidos políticos de questões maiores, como globalização, aquecimento global, pobreza global, desigualdade crescente e populismo de extrema-direita. No entanto, Lamy disse que a nova Guerra Fria ainda não havia começado, enquanto English disse que já havia começado. English disse ainda que a China representa uma ameaça muito maior do que a Rússia na guerra cibernética, mas não tanto quanto o populismo de extrema-direita dentro de Estados liberais como os Estados Unidos.
Em seu discurso de setembro de 2021 na Assembleia Geral das Nações Unidas, o presidente estadunidense Joe Biden disse que os Estados Unidos “não estão buscando uma nova Guerra Fria ou um mundo dividido em blocos rígidos”. Biden disse ainda que o seu país cooperaria "com qualquer nação que intensifique e busque uma solução pacífica para desafios compartilhados", apesar de "intensa discordância em outras áreas, porque todos sofreremos as consequências de nosso fracasso".

## Tensões sino-estadunidenses

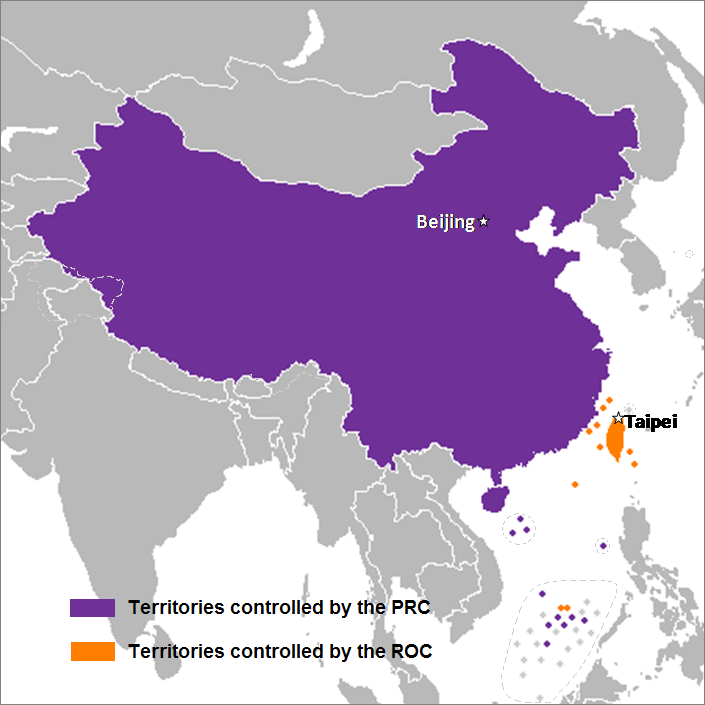
Território controlado pela República Popular da China (roxo) e pela República da China (laranja). (O tamanho das pequenas ilhas foram exagerados neste mapa para facilitar a identificação)

Reivindicações territoriais do governo chinês no Mar da China Oriental

O oficial sênior de defesa dos EUA Jed Babbin, o professor da Universidade de Yale David Gelernter, o editor do Firstpost R. Jagannathan, Subhash Kapila do Grupo de Análise do Sul da Ásia e o ex-primeiro-ministro australiano Kevin Rudd, além de algumas outras fontes usaram o termo (ocasionalmente usando o termo "Guerra Fria do Pacífico") para se referir às tensões entre os Estados Unidos e a China nas décadas de 2000 e 2010.
As conversas sobre uma "nova Guerra Fria" entre um bloco de países liderado pelos Estados Unidos por um lado e o suposto bloco "Pequim-Moscou", incluindo referências explícitas a ela na mídia oficial da RPC, intensificaram-se no verão de 2016 como resultado da disputa territorial no Mar da China Meridional, quando a China desafiou a decisão do Tribunal Permanente de Arbitragem na disputa. Em julho de 2016, os Estados Unidos anunciaram que implantariam o Terminal High Altitude Area Defense (THAAD) na Coreia do Sul, um movimento ressentido pela China, bem como pela Rússia e pela Coreia do Norte.

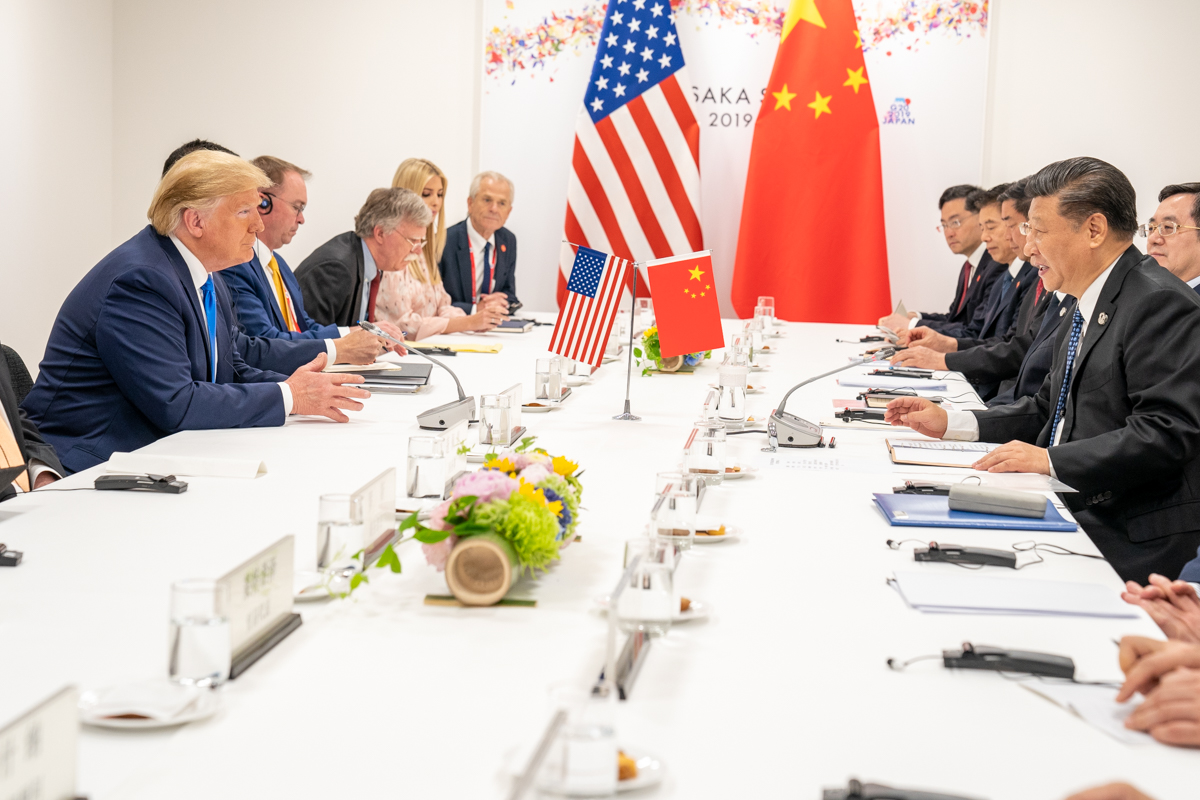
Líder chinês Xi Jinping com o ex-presidente estadunidense Donald Trump na 14º cúpula do G20 em Osaka, junho de 2019.

Donald Trump, que tomou posse como presidente estadunidense em 20 de janeiro de 2017, havia dito repetidamente durante sua campanha presidencial que considerava a China uma ameaça, uma postura que aumentou as especulações sobre a possibilidade de uma "nova guerra fria com a China". Minxin Pei, professor do Claremont McKenna College, disse que a vitória de Trump nas eleições e a sua "ascensão à presidência" poderiam aumentar as chances dessa possibilidade. Em março de 2017, a revista autodeclarada socialista Monthly Review disse: "Com a ascensão do governo Trump, a nova Guerra Fria com a Rússia foi suspensa" e também que "o governo Trump planeja mudar da Rússia para China como seu principal concorrente".
Em julho de 2018, Michael Collins, vice-diretor assistente do centro de missão da CIA na Ásia Oriental, disse ao Fórum de Segurança de Aspen, no Colorado, que acreditava que a China sob o líder supremo e secretário-geral Xi Jinping, embora não estivesse disposta a ir à guerra, estava travando um "tipo silencioso da guerra fria" contra os Estados Unidos, buscando substituir os estadunidenses como a principal potência global. Ele elaborou ainda: "O que eles estão travando contra nós é fundamentalmente uma guerra fria — uma guerra fria não como vimos durante a Guerra Fria (entre os Estados Unidos e a União Soviética), mas uma 'guerra fria' por definição".
Em fevereiro de 2019, Joshua Shifrinson, professor associado da Universidade de Boston, criticou as preocupações com as tensões entre a China e os Estados Unidos como "exageradas", dizendo que a relação entre os dois países é diferente daquela das relações entre Estados Unidos e União Soviética durante a Guerra Fria original, que os fatores de rumo a outra era de bipolaridade são incertos e que a ideologia desempenha um papel menos proeminente entre a China e os EUA.
Em abril de 2019, o economista e acadêmico da Universidade de Yale, Stephen S. Roach, escreveu: "A economia dos EUA está mais fraca agora do que durantea Guerra Fria 1.0" e recomendou que os EUA e a China melhorassem suas relações, principalmente resolvendo sua guerra comercial, ou enfrentariam uma "Guerra Fria 2.0".
Em janeiro de 2020, o colunista e historiador Niall Ferguson opinou que a China é um dos principais atores desta "nova Guerra Fria", cujos poderes são "econômicos e não militares" e que o papel da Rússia é "bastante pequeno". Ferguson também escreveu: "Em comparação com a década de 1950, os papéis foram invertidos. A China é agora o gigante, a Rússia o pequeno ajudante malvado. A China sob Xi permanece surpreendentemente fiel à doutrina de Marx e Lenin. A Rússia sob Putin voltou ao czarismo." Ferguson escreveu ainda que esta nova versão da Guerra Fria é diferente da Guerra Fria original porque os Estados Unidos "estão tão entrelaçados com a China" no ponto em que a "dissociação" é, como outros argumentaram, "uma ilusão" e porque "os aliados tradicionais da América estão muito menos ansiosos para alinhar-se com Washington contra Pequim." Ele escreveu ainda que a nova Guerra Fria "mudou do comércio para a tecnologia" quando os EUA e a China assinaram seu acordo comercial. Em uma entrevista em fevereiro de 2020 ao The Japan Times, Ferguson sugeriu que, para "conter a China", os EUA "trabalhassem de forma inteligente com seus aliados asiáticos e europeus", como os EUA haviam feito na Guerra Fria original.
Em 24 de maio de 2020, o ministro das Relações Exteriores da China, Wang Yi, disse que as relações com os EUA estavam à beira de uma "nova Guerra Fria" depois de serem alimentadas por tensões sobre a pandemia de COVID-19. Em junho de 2020, o cientista político do Boston College, Robert S. Ross, escreveu que os EUA e a China "estão destinados a competir [mas] não destinados a conflitos violentos ou guerra fria". No mês de julho seguinte, Ross disse que o governo Trump "gostaria de se desvincular totalmente da China. Sem comércio, sem trocas culturais, sem trocas políticas, sem cooperação em qualquer coisa que se assemelhe a interesses comuns."
Em agosto de 2020, um professor da Universidade La Trobe, Nick Bisley, escreveu que a rivalidade EUA-China "não será uma Guerra Fria", mas "será mais complexa, mais difícil de gerenciar e durará muito mais tempo". Ele escreveu ainda que comparar a antiga Guerra Fria com a rivalidade em curso "é um empreendimento arriscado".
Em setembro de 2020, o secretário-geral da ONU, António Guterres, alertou que as crescentes tensões entre os EUA sob Trump e a China sob Xi estavam levando a "uma Grande Fratura" que se tornaria custosa para o mundo. Xi Jinping respondeu dizendo que "a China não tem intenção de combater uma Guerra Fria ou uma guerra quente com nenhum país".
Em março de 2021, o professor da Universidade de Columbia, Thomas J. Christensen, escreveu que uma guerra fria entre os EUA e a China “é improvável” em comparação com a Guerra Fria original, citando a proeminência da China na “cadeia de produção global” e a ausência da disputa entre autoritarismo vs. democracia liberal. Christensen aconselhou ainda os preocupados com as tensões entre as duas nações a pesquisar o papel da China na economia global e sua "política externa em relação a conflitos internacionais e guerras civis" entre forças liberais e autoritárias. Ele observou ainda a abordagem diferente planejada do presidente estadunidense Joe Biden em relação ao antecessor, Donald Trump.
Em 7 de novembro de 2021, o conselheiro de segurança nacional do presidente Joe Biden, Jake Sullivan, afirmou que os EUA não buscam mais mudanças no sistema na China, marcando uma clara ruptura com a política adotada por administrações anteriores. Sullivan disse que os EUA não estão buscando uma nova Guerra Fria com a China, mas sim um sistema de coexistência pacífica.
Em novembro de 2021, Hal Brands e um professor de Yale, John Lewis Gaddis, escreveram em seu artigo de Foreign Affairs que a China e os EUA estão entrando em "uma nova guerra fria", o que significa "uma rivalidade internacional prolongada, pois as guerras frias nesse sentido são tão antigas quanto como a própria história." Brands e Gaddis escreveram ainda que esta não foi "a Guerra Fria" e que "o contexto é bem diferente". Ambos os autores diferenciaram a "Guerra Fria Soviética-Estadunidense" da "Guerra Fria Sino-Estadunidense".

## Tensões russo-estadunidenses

Os russos têm criticado os Estados Unidos nos últimos anos por favorecer expansão da OTAN para o Leste Europeu.

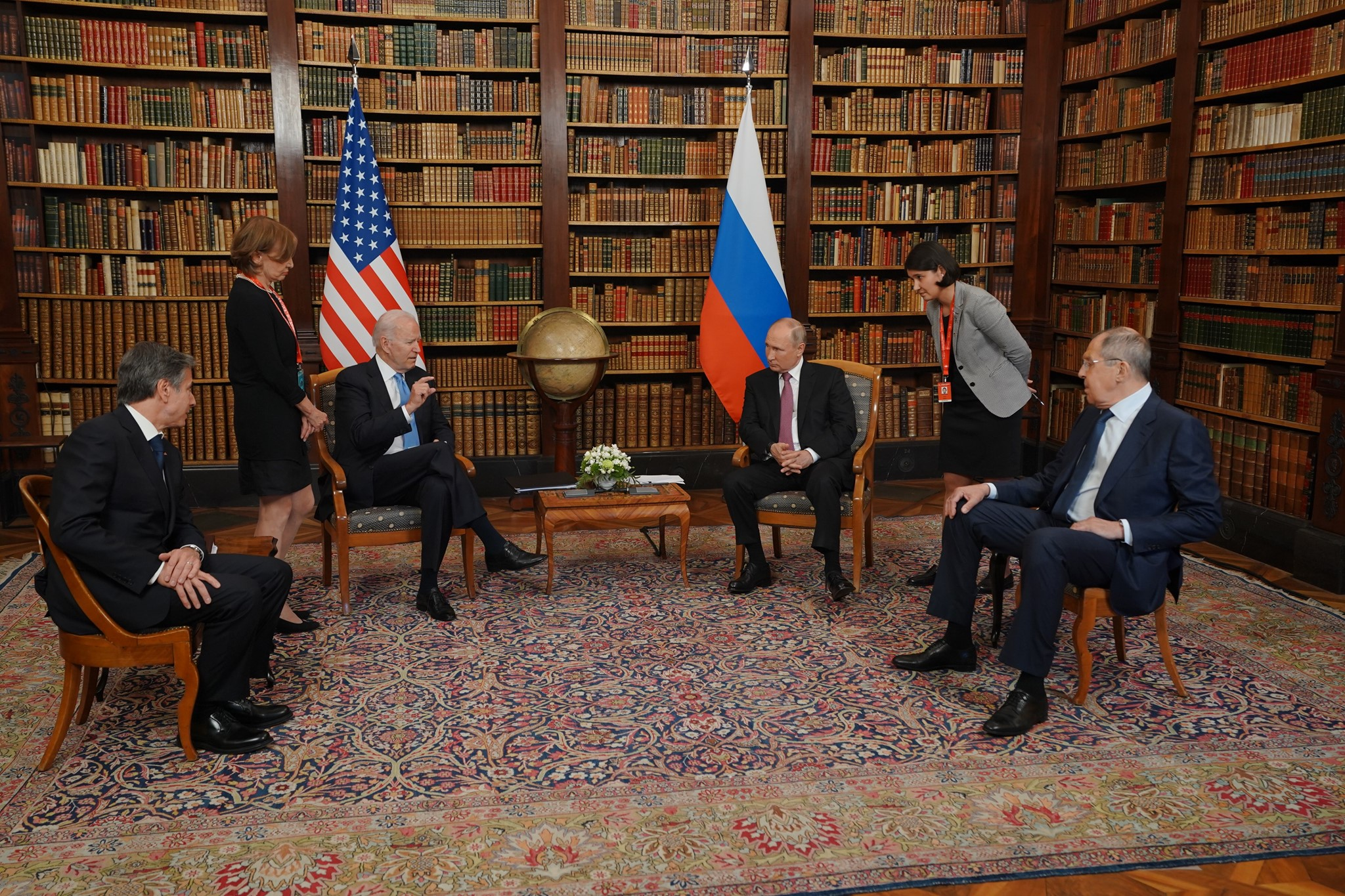
Presidente estadunidense Joe Biden e presidente russo Vladimir Putin na cúpula Rússia-Estados Unidos de 2021 em Genebra, Suíça

Fontes discordam sobre se um período de tensão global análogo à Guerra Fria é possível no futuro, enquanto outros usaram o termo para descrever as tensões, hostilidades e rivalidades políticas em curso que se intensificaram dramaticamente em 2014 entre Rússia, Estados Unidos e seus respectivos aliados.
Em 2013, Michael Klare comparou na RealClearPolitics as tensões entre a Rússia e o Ocidente ao conflito por procuração em curso entre a Arábia Saudita e o Irã. O professor Philip N. Howard da Universidade de Oxford argumentou que uma nova guerra fria estava sendo travada através da mídia, guerra de informação e guerra cibernética. Em 2014, figuras notáveis como Mikhail Gorbachev alertaram, tendo como pano de fundo um confronto entre a Rússia e o Ocidente sobre a Guerra Russo-Ucraniana, que o mundo estava à beira de uma nova guerra fria, ou que ela já estava ocorrendo. O cientista político estadunidense Robert Legvold também acredita que começou em 2013 durante a crise na Ucrânia. Outros argumentaram que o termo não descrevia com precisão a natureza das relações entre a Rússia e o Ocidente.
Stephen F. Cohen, Robert D. Crane, e Alex Vatanka referiram-se a uma "Guerra Fria EUA-Rússia". Andrew Kuchins, um cientista político americano e Kremlinologist falando em 2016, acreditava que o termo era "inadequado para o conflito atual", pois pode ser mais perigoso do que a Guerra Fria.
Embora as novas tensões entre a Rússia e o Ocidente tenham semelhanças com as da Guerra Fria, também há grandes diferenças, como o aumento dos laços econômicos da Rússia moderna com o mundo exterior, o que pode restringir as ações da Rússia e fornecer-lhe novas vias para exercer influência, como na Bielorrússia e na Ásia Central, que não viram o tipo de ação militar direta que a Rússia engajou em ex-Estados soviéticos menos cooperativos, como a Ucrânia e a região do Cáucaso. O termo "Guerra Fria II" foi, portanto, descrito como um equívoco.
O termo "Guerra Fria II" ganhou relevância à medida que as tensões entre a Rússia e o Ocidente aumentaram durante a agitação pró-Rússia de 2014 na Ucrânia, seguida pela intervenção militar russa e especialmente pela queda do voo 17 da Malaysia Airlines em julho de 2014. Em agosto de 2014, ambos os lados haviam implementado sanções econômicas, financeiras e diplomáticas entre si: praticamente todos os países ocidentais, liderados pelos EUA e pela União Europeia, impuseram medidas punitivas à Rússia, que introduziu medidas de retaliação.
Alguns observadores, incluindo o presidente sírio Bashar al-Assad, classificaram a Guerra Civil Síria como uma guerra por procuração entre a Rússia e os Estados Unidos e até mesmo como uma "proto-guerra mundial". Em janeiro de 2016, altos funcionários do governo do Reino Unido teriam registrado seus crescentes temores de que "uma nova guerra fria" estivesse se desenrolando na Europa: "É realmente uma nova Guerra Fria lá fora. Em toda a UE, estamos vendo evidências alarmantes dos esforços russos para desfazer o tecido da unidade europeia em toda uma série de questões estratégicas vitais"
Em entrevista à revista Time em dezembro de 2014, Gorbachev disse que os Estados Unidos sob o comando de Barack Obama estavam arrastando a Rússia para uma nova guerra fria. Em fevereiro de 2016, na Conferência de Segurança de Munique, o secretário-geral da OTAN, Jens Stoltenberg, disse que a OTAN e a Rússia "não estavam em uma situação de guerra fria, mas também não na parceria que estabelecemos no final da Guerra Fria", enquanto o primeiro-ministro russo, Dmitry Medvedev, falando do que chamou de política "hostil e opaca" da OTAN em relação à Rússia, disse: "Pode-se chegar ao ponto de dizer que retrocedemos para uma nova Guerra Fria". Em outubro de 2016 e março de 2017, Stoltenberg disse que a OTAN não buscava "uma nova Guerra Fria" ou "uma nova corrida armamentista" com a Rússia.
Em fevereiro de 2016, o acadêmico universitário da Escola Superior de Economia e acadêmico visitante da Universidade Harvard, Yuval Weber, escreveu em E-International Relations que "o mundo não está entrando na Segunda Guerra Fria", afirmando que as atuais tensões e ideologias de ambos os lados não são semelhantes às os da Guerra Fria original, que as situações na Europa e no Oriente Médio não desestabilizam outras áreas geograficamente e que a Rússia "está muito mais integrada com o mundo exterior do que a União Soviética jamais esteve". Em setembro de 2016, quando perguntado se achava que o mundo havia entrado em uma nova guerra fria, o ministro das Relações Exteriores da Rússia, Sergey Lavrov, argumentou que as atuais tensões não eram comparáveis às da Guerra Fria. Ele observou a falta de uma divisão ideológica entre os Estados Unidos e a Rússia, dizendo que os conflitos não eram mais ideologicamente bipolares.

Vários países (verde), muitos dos quais são membros da OTAN e/ou membros da UE, introduziram sanções contra a Rússia (azul) após o início da intervenção militar russa na Ucrânia e a intervenção militar russa na Guerra Civil Síria.

Em agosto de 2016, Daniel Larison, da revista The American Conservative, escreveu que as tensões entre a Rússia e os Estados Unidos não "constituiriam uma 'nova Guerra Fria'", especialmente entre democracia e autoritarismo, o que Larison considerou mais limitado e não tão significativo em 2010 quanto o da era soviética.
Em outubro de 2016, John Sawers, ex-chefe do MI6, disse que achava que o mundo estava entrando em uma era possivelmente "mais perigosa" do que a Guerra Fria, pois "não temos esse foco em uma relação estratégica entre Moscou e Washington". Da mesma forma, Igor Zevelev, membro do Wilson Center, disse que "não é uma Guerra Fria, mas uma situação muito mais perigosa e imprevisível". A CNN opinou: "Não é uma nova Guerra Fria. Não é nem mesmo um calafrio profundo. É um conflito total".
Em janeiro de 2017, uma ex-assessora do governo dos EUA, Molly K. McKew, disse ao Politico que os EUA venceriam uma nova guerra fria. O editor da The New Republic, Jeet Heer, descartou a possibilidade como "igualmente preocupante, inflação de ameaças imprudentes, superestimando descontroladamente a extensão das ambições e poder russos em apoio a uma política dispendiosa" e muito centrado na Rússia enquanto "ignora a ascensão de poderes como China e Índia". Heer também criticou McKew por sugerir a possibilidade. Jeremy Shapiro, membro sênior da Brookings Institution, escreveu em sua postagem no blog RealClearPolitics, referindo-se às relações EUA-Rússia: "Uma deriva para uma nova Guerra Fria parecia o resultado inevitável".
Em março de 2018, os professores da Universidade de Harvard Stephen Walt e, em seguida, Odd Arne Westad criticaram a aplicação do termo para as tensões entre a Rússia e o Ocidente como "enganosa", uma "distração" e "simplista" demais para descrever a política internacional contemporânea mais complicada.
Em abril de 2018, as relações se deterioraram devido a um possível ataque militar liderado pelos EUA no Oriente Médio após o ataque químico de Douma na Síria, que foi atribuído ao Exército Sírio por forças rebeldes em Douma, e envenenamento dos Skripals no Reino Unido. O secretário-geral das Nações Unidas, António Guterres, disse numa reunião do Conselho de Segurança da ONU que "a Guerra Fria voltou com força total". Ele sugeriu que os perigos eram ainda maiores, pois as salvaguardas que existiam para gerenciar tal crise "não parecem mais estar presentes". Dmitri Trenin apoiou a declaração de Guterres, mas acrescentou que ela começou em 2014 e vem se intensificando desde então, resultando em ataques liderados pelos EUA ao governo sírio em 13 de abril de 2018.

Rússia
Ucrânia
Países que baniram aeronaves russas de seu espaço aéreo em resposta à invasão da Ucrânia pela Rússia em 2022

Em outubro de 2018, o analista militar russo Pavel Felgenhauer disse à Deutsche Welle que a nova Guerra Fria tornaria o Tratado de Forças Nucleares de Alcance Intermediário (INF) e outros tratados da era da Guerra Fria "irrelevantes porque correspondem a uma situação mundial totalmente diferente". Em fevereiro de 2019, o ministro das Relações Exteriores da Rússia, Sergey Lavrov, afirmou que a retirada do tratado INF não levaria a "uma nova Guerra Fria".
Falando à imprensa em Berlim em 8 de novembro de 2019, um dia antes do 30º aniversário da queda do Muro de Berlim, o secretário de Estado dos EUA, Mike Pompeo, alertou para os perigos representados pela Rússia e pela China e acusou especificamente a Rússia, "liderada por um ex-presidente oficial da KGB uma vez estacionado em Dresden ", de invadir seus vizinhos e esmagar a dissidência. Jonathan Marcus, da BBC, opinou que as palavras de Pompeo "pareciam declarar o início de uma segunda [Guerra Fria]".
Em fevereiro de 2022, o jornalista Marwan Bishara responsabilizou os EUA e a Rússia por perseguir "seus próprios interesses", incluindo o reconhecimento de Jerusalém pelo então presidente dos EUA Trump como capital de Israel e a invasão russa da Ucrânia por Putin em 2022, que "abriu o caminho para, bem, outra Guerra Fria". Nesse mesmo período, o jornalista H. D. S. Greenway citou a invasão russa da Ucrânia e a declaração conjunta de 4 de fevereiro entre Rússia e China (sob Putin e Xi Jinping) como um dos sinais de que "a Segunda Guerra Fria começou oficialmente".